# Razzia Records
Razzia Records är ett svenskt skivbolag med säte i Stockholm. De inriktar sig främst på artister i genrerna indiepop och indierock. I april 2011 meddelades att Razzia Records är det skivbolag som ger ut metalbandet In Flames tionde album i Sverige. Den 20 september 2011 meddelades det även att Razzia Records skulle komma att ge ut Joakim Thåströms album Beväpna dig med vingar, i början av 2012. 

## Artister
- Adiam Dymott
- Skraeckoedlan
- Firefox AK
- Hello Saferide
- Maia Hirasawa
- I Are Droid
- In Flames
- David Lindh
- Niccokick
- The Plan
- Timo Räisänen
- Mange Schmidt
- Säkert!
- Andreas Söderlund
- The Tarantula Waltz
- They Live By Night
- Thomas Rusiak
- Thunder Express
- Thåström